# José Antonio Junco Toral
José Antonio Junco Toral (La Pola Siero, 27 de novembre de 1894 - Mèxic D.F., 20 de febrer de 1973) va ser un advocat i polític socialista espanyol, que va arribar a ser diputat durant la Segona República i sotssecretari del ministeri de Justícia.
Nascut < Astúries però establert des de nen amb la seva família a Las Palmas de Gran Canaria, després de cursar els seus estudis de batxiller va accedir per oposició a l'administració de l'Estat, sent destinat a Santa Cruz de Tenerife. A la Universitat de La Laguna es va llicenciar en Dret. Durant la dictadura de Primo de Rivera va ser traslladat de nou a Las Palmas com a administrador de Correus. Membre del Partit Socialista Obrer Espanyol (PSOE) des de 1915 i vinculat a l'ala prietista del partit, durant la repressió posterior a la revolució de 1934, va ser advocat defensor de molts dels acusats a les illes. Va formar part de la candidatura del Front Popular a les eleccions generals de 1936, obtenint l'escó de diputat per la circumscripció de Las Palmas al costat de Juan Negrín.
Es trobava a Madrid quan es va produir el cop d'estat del 18 de juliol de 1936 que va donar lloc a la Guerra Civil. Immediatament va ser nomenat comissari polític, arribant a ser-ho del VI Cos d'Exèrcit. Més tard, en 1937, Negrín el va destinar al ministeri d'Economia i Hisenda i el 1938 va ser sotssecretari del ministeri de Justícia, càrrec que va mantenir fins al final de la guerra. Acabat el conflicte es va exiliar a Mèxic on va fundar una mútua d'assistència mèdic-farmacèutica.